# Língua efique
Efique /ˈɛfɪk/, erroneamente referida como ibibio ribeirinho, é a língua nativa dos efiques da Nigéria, onde é uma língua nacional, sendo também a língua oficial do estado de Cross River. É inteligível pelos falantes da língua ibibio do estado nigeriano de Akwa Ibom que é vizinho de Cross River. Muitos classificam as duas como uma única língua.

## Escrita
A língua efique tem sua escrita com base no alfabeto latino sem o uso das letras C, J, L, Q, V, X, Z; usam-se ainda as formas Bj, Bw, Dy, Fy, Gh, Kp, Kw, Mb, My, Mw, Ny, Nw, Ñw, Rw, Sy, Sw, Ty, Tw;

## Tons
Efique é uma língua tonal, sendo que os tons podem ou não ser marcados.Os tons podem ser marcados como a seguir, porém as marcações são frequentemente omitidas.
•	Tom Alto: ó (acento agudo)
•	Tom Baixo: à (acento grave)
•	Tom médio: ē (macron)
•	Tom descendente: û (circunflexo)
•	Tom ascendente: ě (caron)

## ligações externas
- Efik em Omniglot.com